# Parroquia Santa Elena de Uairén
La parroquia Santa Elena de Uairén, también escrito C.M. Santa Elena de Uairén o Parroquia Gran Sabana y antes Sección Capital Gran Sabana, es el nombre que recibe una de las 2 divisiones administrativas en las que se encuentra organizado el Municipio Gran Sabana al sureste del Estado Bolívar, en el país sudamericano de Venezuela.

## Historia
El territorio fue explorado y colonizado por los españoles y formó parte de la Provincia de Nueva Andalucía y Paria entre 1568 y 1777 y de la Capitanía General de Venezuela desde 1777. Además perteneció a la Provincia de Guayana entre 1585 y 1864. Parte de su territorio además formó parte del Cantón Upata entre 1840 y 1875. Desde 1901 es parte del Estado Bolívar. Su capital fue fundada en 1923,  por Lucas Fernández Peña, farmacéutico convertido en hacendado, que le dio este nombre en honor a su hija y al río que atraviesa lo que actualmente es la ciudad, en tiempos del gobierno de Juan Vicente Gómez.

## Geografía
El área constituye una de las parroquias más grandes en Venezuela con una superficie estimada en 2 930 500 hectáreas (29 305 kilómetros cuadrados). Incluye numerosos rios y tepuyes de importancia en el país, como el Auyantepui donde se encuentra el Salto Ángel la caída de Agua más alta del Mundo, la mayoría protegidos como parte del parque nacional Canaima. Limita al sur con la parroquia Ikabaru y el estado de Roraima (Brasil) al este con la Guayana Esequiba (administrada por Guyana), al norte con los municipios Sifontes y Piar, y al oeste con el Municipio Angostura. Su capital es la localidad de Santa Elena de Uairén ubicada en el extremo sur del territorio muy cerca de la frontera con Brasil. Según estimaciones de 2018 tiene una población aproximada de 35 136 personas.

### Lugares de interés
- Parque nacional Canaima
- Salto Ángel
- Auyán Tepui
- Cueva Imawarí Yeutá
- Monte Roraima
- Tepuy Kukenán
- Tepuy Yutuaní
- Tramen Tepui
- Tepuy Carrao
- Tepuy Sororopán
- Tepuy Ptarí
- Tepuy Murisipán
- Tepuy Kamarkawarai
- Tepuy Aparamán

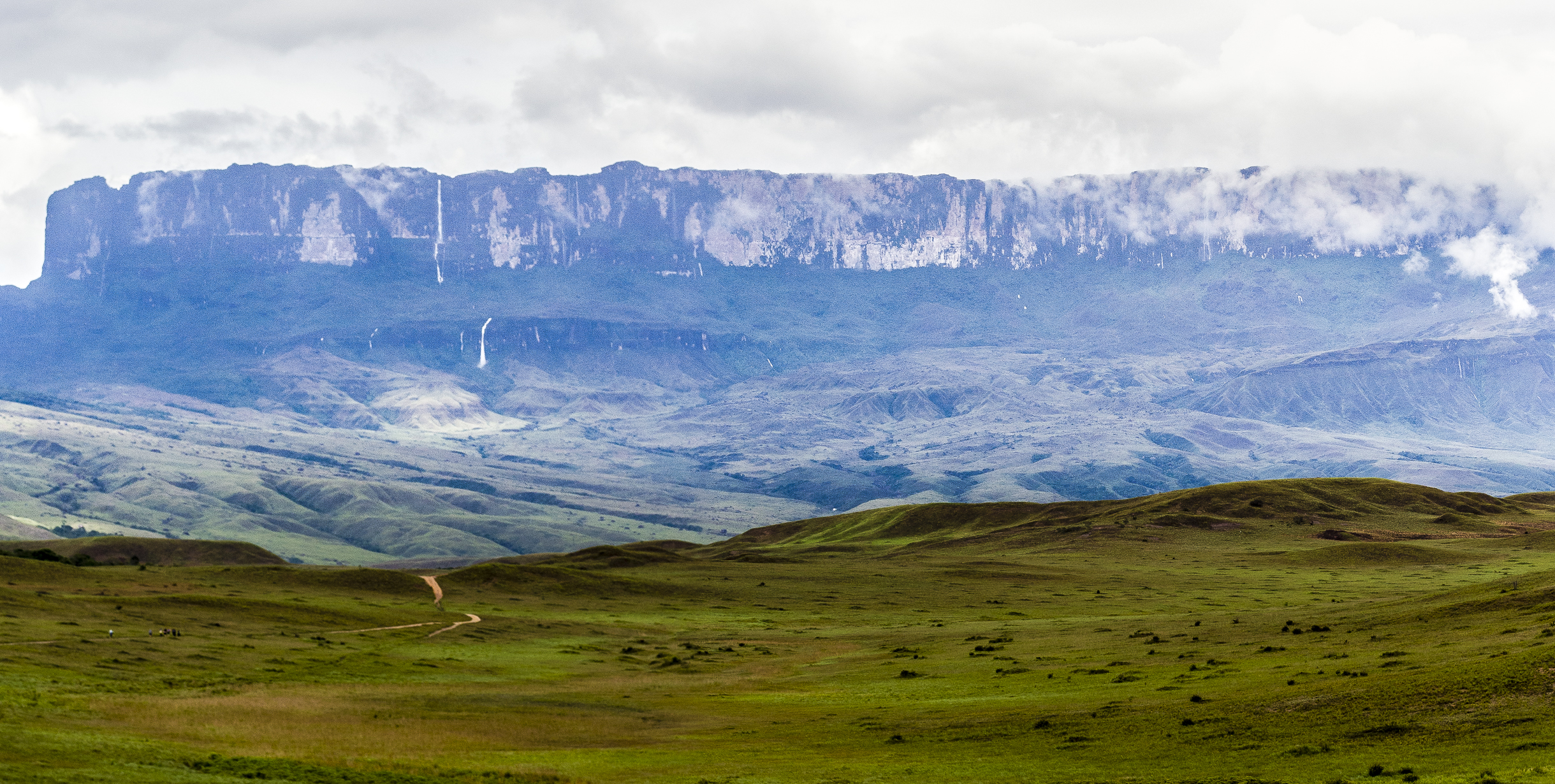
Panorámica del Tepuy Roraima desde el lado Venezolano

- Monumento natural Formaciones de Tepuyes
- Luepa
- Fuerte Manicuya
- Río Carrao
- Río Akanan